# Betreuungsdienst

Taktisches Zeichen des Betreuungsdienstes

Der Betreuungsdienst (BtDi oder BtD) ist ein Fachdienst, also ein in seinen Aufgaben, der Ausstattung und den Strukturen definierter Bereich des Zivil- und Katastrophenschutzes in Deutschland. Seine Aufgabe ist die Versorgung der von einer Katastrophe oder einer größeren Gefahrenlage betroffenen Menschen. Dies umfasst vor allem die vorübergehende Unterbringung, die Verpflegung sowie die psychische und soziale Betreuung. Die Einheiten des Betreuungsdienstes, die von verschiedenen Hilfsorganisationen gestellt werden, bestehen aus ehrenamtlichen Helfern. Diese absolvieren für ihre Tätigkeit eine entsprechende Fachdienstausbildung. Grundlegende Fahrzeuge des Betreuungsdienstes sind der Betreuungskombi und der Betreuungslastkraftwagen. 

## Organisation

### Historische Entwicklung

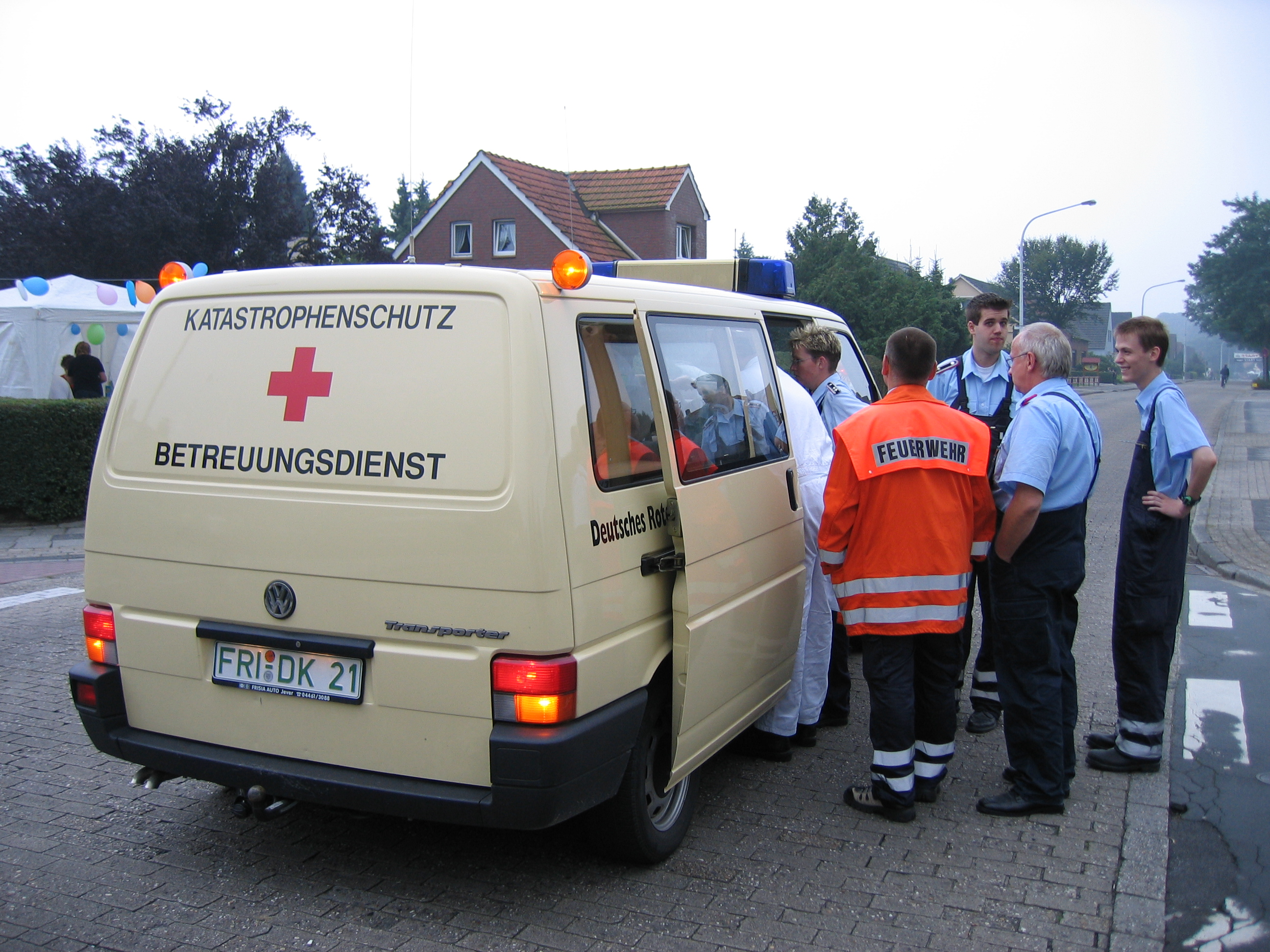
Betreuungsdienst einer DRK-Einheit bei der Verteilung von Verpflegung an Helfer

Der Betreuungsdienst hat seinen Ursprung im zivilen Bevölkerungsschutz, der aufgrund des „Ersten Gesetzes über Maßnahmen zum Schutz der Zivilbevölkerung“ vom 16. Oktober 1957 entstand. Durch dieses Gesetz wurde neben anderen Maßnahmen der Luftschutzhilfsdienst mit seinen verschiedenen Fachdiensten geschaffen. Seine Aufgabe war schwerpunktmäßig der Schutz der Bevölkerung im Spannungs- und Verteidigungsfall unter Miteinbeziehung der Abwehr von Gefahren und Schäden in Friedenszeiten. Im Jahr 1968 entstand dann auf der Basis des „Gesetzes über die Erweiterung des Katastrophenschutzes“ aus dem Luftschutzhilfsdienst der Katastrophenschutz und damit aus dem Luftschutz-Betreuungsdienst und dem Luftschutz-Lenkungs- und Sozialdienst der Betreuungsdienst als Fachdienst des Katastrophenschutzes. Der Katastrophenschutz als Schutz der Bevölkerung vor Gefahren und Schäden in Friedenszeiten unterliegt seitdem ausschließlich der Gesetzgebung der Bundesländer. Im Rahmen dieser Neuordnung wurde für den gesamten Katastrophenschutz eine Personalstärke von einem Prozent der Bevölkerung angestrebt, mit einem Anteil von zehn Prozent für den Betreuungsdienst. Die damit für den Bereich der alten Bundesländer vorgegebene Zahl von rund 60.000 Helfern im Betreuungsdienst wurde jedoch zu keinem Zeitpunkt erreicht.
Im Bereich des Zivilschutzes, also des Schutzes der Bevölkerung im Spannungs- und Verteidigungsfall, galt der Betreuungsdienst als verteidigungsrelevant. Infolgedessen erfolgte die Ausstattung vorrangig durch den Bund, während die Länder sich nur in geringer Höhe an der Finanzierung beteiligten. Durch diese Veränderungen der Aufgabenzuweisung für den Betreuungsdienst und die Verschiebung der Zuständigkeiten für dessen Ausstattung sowie aufgrund der vergleichsweise geringen Zahl von Betreuungseinsätzen nahm der Stellenwert des Betreuungsdienstes bei den verantwortlichen Behörden in den folgenden Jahren jedoch immer mehr ab. Dies blieb nicht ohne Auswirkungen auf seine Einsatzfähigkeit. Erst umfangreiche Betreuungseinsätze wie zum Beispiel bei der Versorgung der DDR-Flüchtlinge 1989, beim Oderhochwasser 1997 oder beim Hochwasser im Jahr 2002 führten in den meisten Ländern zu einer Verbesserung der Ausstattung des Betreuungsdienstes. Gleichwohl wurde 1993 für die bis dahin bestehenden Betreuungsstellen als ortsfeste Einheiten sowie die Betreuungsleitzüge die Bundesfinanzierung eingestellt, da diese Einheiten als nicht mehr vorrangig benötigt eingestuft wurden.
Obwohl seit der Einführung der Unterscheidung zwischen Katastrophenschutz und Zivilschutz der Betreuungsdienst im Zivilschutzgesetz auch als Aufgabenbereich des Zivilschutzes festgelegt ist, sind diesbezüglich keine Strukturen näher definiert. Der Bund, dem die alleinige Kompetenz im Bereich des Zivilschutzes obliegt, unterstützt deshalb den durch die Länder organisierten Betreuungsdienst des Katastrophenschutzes finanziell und materiell. Dies erfolgt gegenwärtig vor allem durch eine entsprechende Ergänzung der Ausstattung seiner Einheiten und die Vermittlung zivilschutzspezifischer Kenntnisse im Rahmen der Ausbildung der Helfer. Seit den Terroranschlägen vom 11. September 2001 in den USA gibt es auch in Deutschland Überlegungen zu einer Verbesserung des Schutzes der Bevölkerung, insbesondere durch eine stärkere Integration der bisher getrennten Bereiche Katastrophenschutz und Zivilschutz. Entsprechende Überlegungen zur Zusammenfassung beider Aufgabenfelder zu einem einheitlichen Bevölkerungsschutz, wie sie beispielsweise in der Gründung des Bundesamtes für Bevölkerungsschutz und Katastrophenhilfe teilweise schon realisiert wurden, sind bisher noch nicht abgeschlossen beziehungsweise durch Gesetzesänderungen umgesetzt. Daraus resultierende Auswirkungen für den Betreuungsdienst sind deshalb noch nicht absehbar.

### Einheiten
Der Betreuungsdienst ist aus logistischen und einsatztaktischen Gründen in sogenannten Einheiten mit einer jeweils festgelegten Anzahl Helfer mit entsprechender Ausrüstung organisiert. Helfer mit einer entsprechenden Zusatzausbildung übernehmen dabei die Führung dieser Einheiten beziehungsweise ihrer Teileinheiten. Die Einheiten des Betreuungsdienstes sind wie die anderen Katastrophenschutzeinheiten durch ehrenamtliche Helfer besetzt und werden lokal von folgenden Organisationen gestellt:
- Arbeiter-Samariter-Bund,
- Deutsche Lebens-Rettungs-Gesellschaft,
- Deutsches Rotes Kreuz,
- Johanniter-Unfall-Hilfe,
- Malteser Hilfsdienst.

Die materielle und finanzielle Ausstattung erfolgt durch den Bund (für den Bereich des Zivilschutzes), die Länder (als obere Katastrophenschutzbehörde), die Kreisverwaltungsbehörden (als untere Katastrophenschutzbehörde) sowie gegebenenfalls durch die Organisationen selbst. Die Einheiten des Betreuungsdienstes unterstehen im Einsatzfall der jeweils verantwortlichen unteren Katastrophenschutzbehörde. Die Alarmierung erfolgt je nach Ausstattung vor Ort durch Funkmeldeempfänger oder normale Fernsprecheinrichtungen. Im Regelfall ist der Betreuungsdienst in allen Bundesländern pro Landkreis oder kreisfreier Stadt mit mindestens einer Einheit in Zugstärke vertreten.
Zur Unterstützung seiner Tätigkeit arbeitet der Betreuungsdienst unter anderem mit den Kleidersammeldiensten und den Mobilen Diensten beziehungsweise Fahrdiensten der jeweiligen Organisationen, dem Sanitätsdienst, dem Fernmeldedienst, dem THW, Großmärkten, Verkehrsunternehmen und staatlichen Behörden zusammen.
Schnelleinsatzgruppe (SEG)
Eine Schnelleinsatzgruppe Betreuung hat eine Stärke von sechs bis fünfzehn Helfern. Sie hat gegenüber den regulären Einheiten des Katastrophenschutzes eine deutlich kürzere Vorlaufzeit von der Alarmierung bis zum Eintreffen am Einsatzort, in der Regel 30 Minuten für eine Schnelleinsatzgruppe gegenüber zwei Stunden für Katastrophenschutzeinheiten.
Teilweise ist der Bereich der Verpflegung auch als Schnelleinsatzgruppe Verpflegung ausgelagert. Die Bereitschaften des Bayerischen Roten Kreuzes stellen in fast jedem bayerischen Landkreis mindestens eine SEG-Betreuung, dazu kommen noch weitere Einheiten der anderen Hilfsorganisationen in Bayern. Grundlegende Betreuungsaufgaben können allerdings auch von Helfern der weiter verbreiteten Schnelleinsatzgruppen Sanitätsdienst übernommen werden.
Betreuungszug
Der Betreuungszug (BtZ) war ehemals die Standardeinheit des Betreuungsdienstes nach Maßgabe des Bundes und ist noch immer Teil des Katastrophenschutzes einiger Länder. Seine genaue Stärke und Ausstattung ist heute abhängig von landesspezifischen Bestimmungen.
In der Bundesfassung waren 28 Einsatzkräfte (darunter ein Zugführer, acht Unterführer und 19 Helfer) vorgesehen; insgesamt waren dabei sechs Köche eingeplant. Neben einem Zugtrupp als Führungsteileinheit bestand der Betreuungszug aus einer Verpflegungsgruppe (12 Personen), einer Gruppe Soziale Betreuung (sechs Personen) und einer Unterkunftsgruppe (sechs Personen).
Im Allgemeinen ist aktuell meist eine Zahl von 28 bis 35 Einsatzkräften für einen solchen Zug festgelegt. Dieser gliedert sich wieder entsprechend seinen Aufgaben in mehrere Teileinheiten, je nach Land beispielsweise in einen Zugtrupp sowie eine oder mehrere Unterkunftsgruppen und Gruppen Soziale Betreuung. Alternativ finden sich auch gemeinsame Einheiten namens Gruppe Soziale Betreuung und Unterkunft. Teilweise gehören auch ein Verpflegungstrupp oder eine Verpflegungsgruppe zum Betreuungszug. Die Teileinheiten sind mancherorts herausgelöst als Schnelleinsatzgruppen einzeln alarmier- und einsetzbar.
Zur Ausstattung gehören vor allem mehrere als Mannschaftstransportwagen (MTW) genutzte Kleinbusse bzw. Betreuungskombis zum Transport der Helfer und Betroffenen. Darüber hinaus werden Betreuungslastkraftwagen und teils weitere Gerätewagen (zum Beispiel Gerätewagen Betreuung nach Landesrecht oder Gerätewagen Verpflegung) zum Transport der Ausstattung sowie der für einen Einsatz notwendigen Güter genutzt. Des Weiteren ist ein Betreuungszug mit einem oder mehreren Feldkochherden (FKH) und manchmal auch einem Wassertransportanhänger ausgestattet. Zum Einsatzmaterial gehören unter anderem Stromgeneratoren, Zeltmaterial für den Verpflegungsbereich und für die Unterbringung mitsamt einer adäquaten Zeltheizung, Tische, Bänke und Betten für die Einrichtung von Verpflegungsmöglichkeiten und Not- und Behelfsunterkünften, Geräte für die Zubereitung, die Aufbewahrung und den Transport von Verpflegung sowie Bekleidung und Hygieneartikel zur Erstversorgung von 30 bis 50 Betroffenen.
Betreuungsleitzug

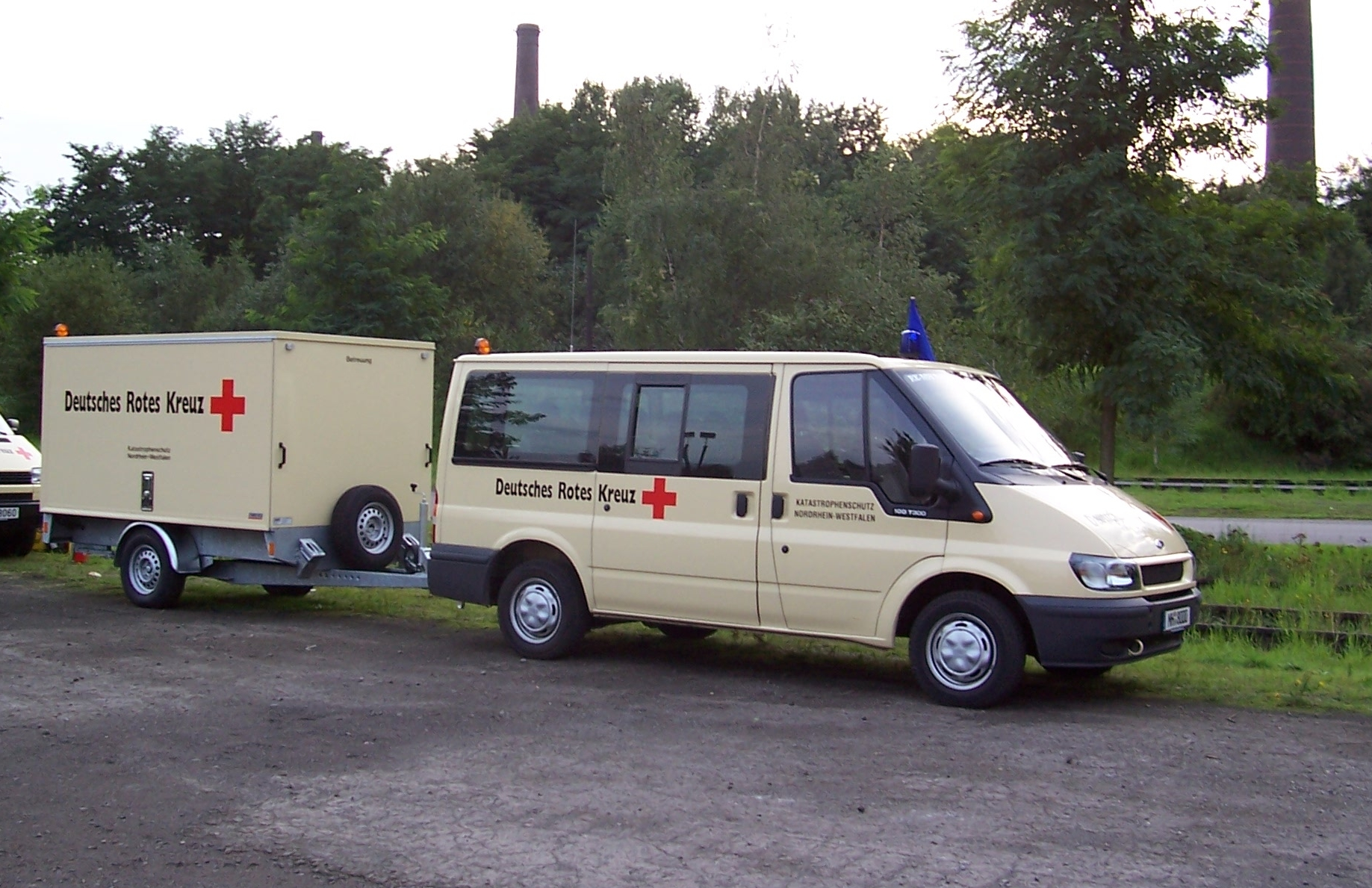
Betreuungskombi einer DRK-Einsatzeinheit mit Anhänger

Neben den obigen Betreuungszügen existierte nach ebenfalls zurückgezogener Maßgabe des Bundes auch das Konzept für einen Betreuungsleitzug (BtLtZ). Jeder dieser Züge diente der Lenkung von Bevölkerungsbewegungen. Die Stärke und Ausstattung waren wie folgt:
- Gesamtstärke: 1/11/20/32
  - 1. Leitgruppe (1/2/5/8; achtsitzigen Kombi und sechs Krads besetzend)
  - 2. bis 4. Leitgruppe (jeweils -/3/5/8; je Kombi und sechs Krads besetzend).[2]

Die Kombis waren unter anderem mit Sprechfunkgeräten, Megaphonen, Leuchten, Fernrohr sowie Sanitätsmaterial bestückt.
Betreuungsstelle
Des Weiteren definierte der Bund früher das Konstrukt einer Betreuungsstelle (BtSt). Aufgaben waren die Unterstützung hilfsbedürftiger Personen, deren Betreuung einschließlich Verpflegung, Versorgung mit Bedarfsartikeln und Unterbringung sowie die Weiterleitung von Flüchtlingen. Eine Betreuungsstelle hatte die Gesamtstärke 1/4/13/18 und bestand aus:
- Führungsgruppe (1/1/-/2; einen Kombi besetzend),
- Verpflegungsgruppe mit Feldkochherd (-/1/6/7),
- Gruppe soziale Betreuung -/1/4/5,
- Unterkunftsgruppe -/1/3/4.[3]

Einsatzeinheit
Die als Ersatz für die Sanitäts- und Betreuungszüge konzipierte Einsatzeinheit vereint unter anderem die beiden Fachdienste Sanitäts- und Betreuungsdienst in einer gemeinsamen Einheit mit entsprechender Ausbildung der Einsatzkräfte. Das Konzept der Einsatzeinheit wird jedoch nicht in allen Bundesländern verwendet und kann zwischen den Ländern variieren. Eine Einsatzeinheit hat Zugstärke. Innerhalb der Einsatzeinheit ist der Betreuungsdienst in Form einer Betreuungsgruppe aufgestellt. Diese wird teilweise in Trupps für die Teilbereiche Soziale Betreuung, Unterkunft und Verpflegung gegliedert. Die Betreuungsgruppen verfügen in der Regel über ein bis zwei Betreuungskombis, einen Betreuungslastkraftwagen und gegebenenfalls über Anhänger (zum Beispiel Feldkochherd).
In Nordrhein-Westfalen werden gegebenenfalls zwei Einsatzeinheiten zusammen unter Führung einer Führungsstaffel zur Errichtung und Betreiben eines Betreuungsplatzes für bis zu 500 Personen in den Einsatz gebracht. Die dazu federführend vom DRK entwickelten Konzepte sind dort Bestandteil von Erlassen und Plänen zum Umgang mit einem Massenanfall von Verletzten.
DRK-Hilfszug
Der DRK-Hilfszug umfasste als ehemaliger Großverband des Zivil- und Katastrophenschutzes in Deutschland auch betreuungsdienstliche Teileinheiten. So verfügte er pro Abteilung über fünf Betreuungsgruppen, eine Verpflegungsgruppe, eine Ambulanz- und Pflegegruppe sowie an einigen Standorten eine Gruppe Küchencontainer.

## Einsatzpraxis

### Aufgaben
Der Betreuungsdienst hat innerhalb des Katastrophenschutzes die Aufgabe, bei Eintritt eines Großschadensereignisses oder dem Vorliegen einer Gefahrenlage diejenigen Menschen zu versorgen, die durch diese Situation in eine Notlage geraten sind. Im Gegensatz zum Sanitätsdienst versorgt der Betreuungsdienst dabei die unverletzten Personen beziehungsweise verletzte Personen erst nach abgeschlossener Behandlung durch den Rettungs- und Sanitätsdienst. Zu seinen Aufgaben gehören dabei:

Fachbereich Verpflegung
- die Herstellung und Ausgabe von Warm- und Kaltverpflegung und Getränken

Fachbereich Soziale Betreuung

Fachbereiche Soziale Betreuung und Unterkunft

- die Verteilung von Gegenständen des dringendsten persönlichen Bedarfs (Ge- und Verbrauchsgüter wie beispielsweise Hygieneartikel, Geschirr, Besteck etc.)
- die Ausgabe von Bekleidung
- die Registrierung von Personen
- die Durchführung und Begleitung von Personentransporten, zum Beispiel bei Evakuierungen
- die Betreuung besonders hilfebedürftiger Personen wie beispielsweise älterer Menschen, behinderter Personen oder Eltern mit Kleinkindern
- die psychische Betreuung von Betroffenen

Fachbereich Unterkunft
- die Einrichtung und der Betrieb von Behelfs- und Notunterkünften

Die Fachbereiche Soziale Betreuung und Unterkunft werden mittlerweile oft in gemeinsamen Teileinheiten zusammengefasst. Eine weitere wichtige Aufgabe des Betreuungsdienstes ist die Versorgung der anderen an einem Katastropheneinsatz beteiligten Hilfskräfte. Die Verpflegung der Besucher bei Volksfesten, Sportereignissen etc. ist hingegen keine Aufgabe des Betreuungsdienstes. Solche Ereignisse werden jedoch für Übungs- und Ausbildungszwecke genutzt, da sich zum Beispiel die Zubereitung und Ausgabe von Verpflegung für eine große Personenzahl und die damit verbundenen Tätigkeiten und Arbeitsabläufe kaum unter anderen Bedingungen üben lassen.
Im Spannungs- und Verteidigungsfall beteiligen sich die Einheiten des Betreuungsdienstes entsprechend Paragraph 11 des Zivilschutzgesetzes mit ihren Helfern und ihrer Ausstattung am Schutz der Bevölkerung vor möglichen Gefahren und Schäden. Alle am Betreuungsdienst im Katastrophenschutz beteiligten Organisationen werden dementsprechend im Zivilschutzgesetz als „insbesondere geeignet“ für eine Mitwirkung im Zivilschutz genannt.

### Einsatzszenarien und -ablauf

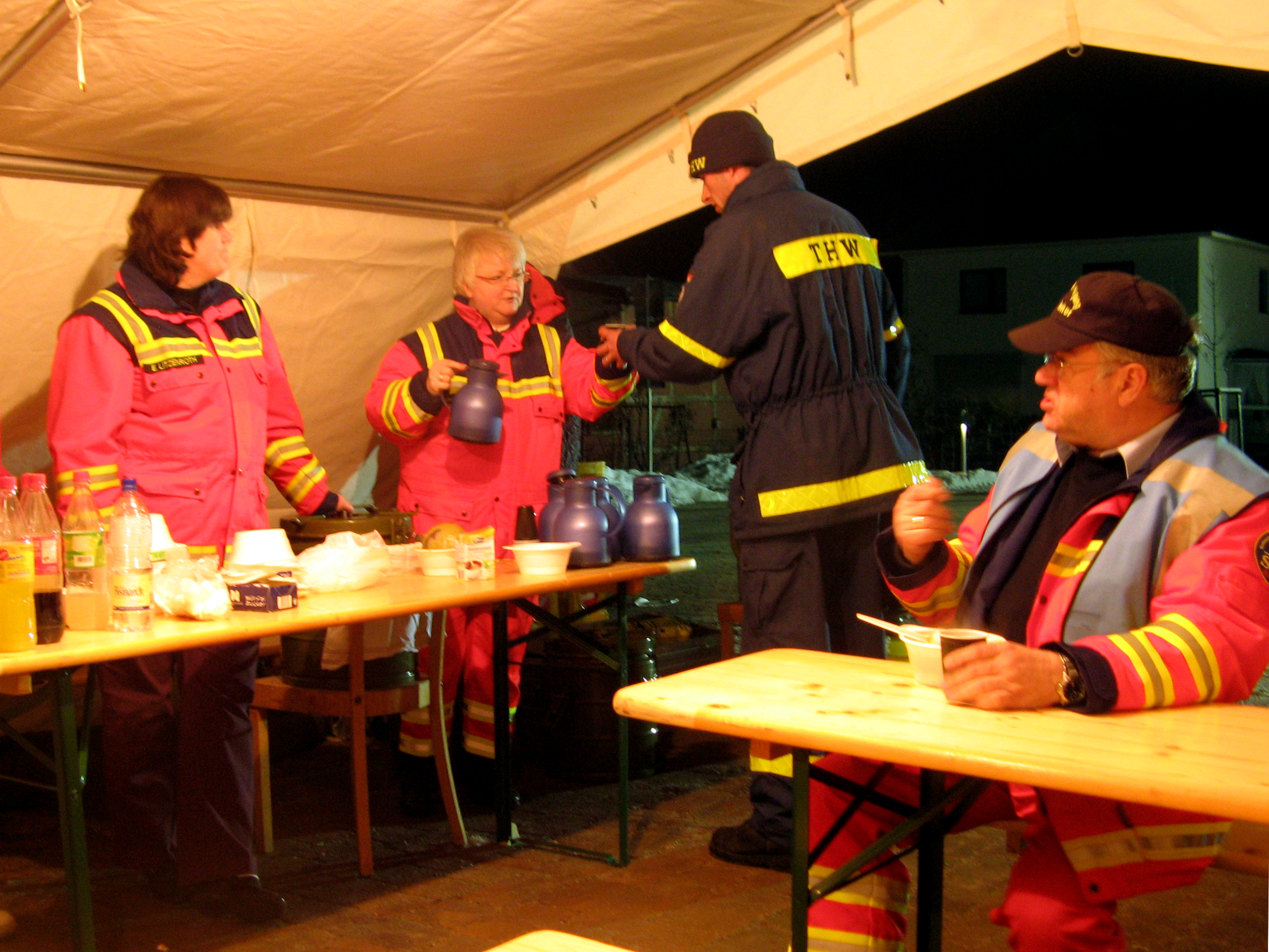
Verpflegung im Einsatz

Der Betreuungsdienst kommt zum Einsatz, wenn Menschen durch eine Katastrophe, eine Gefahrenlage oder durch ähnliche Ereignisse in Not geraten und damit hilfebedürftig ist, die entsprechende Situation also nicht allein und ohne entsprechende Hilfe bewältigen können. Typische Einsatzszenarien sind beispielsweise
- die Evakuierung und vorübergehende Unterbringung von Menschen bei einer Bombenentschärfung oder einer Freisetzung von gefährlichen Stoffen,
- die Versorgung und Betreuung von Menschen bei extremen Witterungsbedingungen wie massivem Schneefall oder bei ausgedehnten Verkehrsstaus,
- die Unterbringung und Verpflegung von Menschen, die aufgrund eines Brandes oder eines Hochwassers ihr Haus oder ihre Wohnung verloren haben beziehungsweise vorübergehend verlassen mussten,
- die Versorgung der Betroffenen bei Bahnunfällen oder Busunglücken.

Ziel aller Maßnahmen ist dabei vor allem die Abwendung von Gefahren für das Leben und die Gesundheit der Betroffenen und, soweit situationsbedingt möglich, der Erhalt oder die Wiederherstellung von deren physischem und psychischem Wohlbefinden. Aus personellen, materiellen und organisatorischen Gründen erfolgt bei einem Betreuungseinsatz ein abgestuftes Vorgehen. Es werden drei Phasen unterschieden:
1. Soforthilfe (Dauer: etwa 24 bis 48 Stunden)
2. Übergangshilfe (Dauer: mehrere Tage bis Wochen)
3. Wiederaufbauhilfe (Dauer: zeitlich unbegrenzt)

Diese Phasen unterscheiden sich in Qualität und Intensität der Betreuungsmaßnahmen. Die Einteilung eines Einsatzes in diese drei Phasen erfolgt jedoch nicht anhand bestimmter Zeitpunkte oder durch strikte formale Kriterien, die Übergänge sind vielmehr fließend. Im Allgemeinen nehmen die Hilfebedürftigkeit der betroffenen Menschen mit steigender Einsatzdauer ab und die Fähigkeit zur selbstständigen Lebensführung zu. Ebenso sinkt im Regelfall die Zahl der hilfebedürftigen Personen im Laufe eines Einsatzes deutlich, da viele Menschen nach der unmittelbaren Erstversorgung in der Auffangphase bei Verwandten oder Freunden aufgenommen und versorgt werden. Die Betreuung in den weiteren Phasen umfasst aus den genannten Gründen meist nur wenige unterstützende Tätigkeiten und konzentriert sich zunehmend auf eine individuelle Hilfe zur Selbsthilfe. Insbesondere die Qualität der Verpflegung und der Unterbringung ist in den späteren Phasen deutlich höher als in der unmittelbar auf die Notsituation folgenden Auffangphase und nähert sich den normalen Lebensverhältnissen immer mehr an, beispielsweise durch Bereitstellung von Möglichkeiten zur Selbstversorgung und von Unterkünften für einzelne Familien anstelle von Massenunterbringung in Notunterkünften.
Nicht jeder Einsatz durchläuft alle drei Phasen. Die meisten Einsätze sind bereits nach wenigen Stunden und damit noch während der Auffangphase beendet, und nur wenige Einsätze erreichen die Endphase. Ebenso ist es möglich, dass ein Einsatz bereits mit der Durchgangsphase beginnt. Dies kann dann der Fall sein, wenn zum Beispiel das Eintreten eines Schadensereignisses oder einer Gefahrenlage vorhersehbar ist und somit genügend Vorlaufzeit zur Vorbereitung einer Betreuung auf dem Niveau der Übergangshilfe besteht, beispielsweise durch Beschaffung der dafür notwendigen Güter und Einrichtung entsprechender Behelfsunterkünfte. An der Endphase sind die Einsatzkräfte des Betreuungsdienstes nicht mehr beteiligt, da die Betreuung der Betroffenen in dieser Phase durch staatliche Behörden erfolgt.
Die Versorgungskapazität der Einheiten des Betreuungsdienstes hängt von der konkreten Einsatzsituation und der Einsatzphase ab. Während mehrere hundert Personen durch einen Betreuungszug verpflegt werden können, ist die Kapazität bei Personentransporten durch die verfügbaren Fahrzeuge limitiert und deutlich geringer. Die Kapazität bei der behelfsmäßigen Unterbringung hängt wiederum von den Gegebenheiten der als Not- beziehungsweise Behelfsunterkunft zur Verfügung stehenden Gebäude und der Hilfsbedürftigkeit der Betroffenen ab.